# João Laxário
João (em latim: Ioannes; em grego: Ἰωάννης; romaniz.: Ioánnes; m. 542), chamado de Laxário, foi um oficial bizantino do século VI, ativo durante o reinado de Justiniano (r. 527–565).

## Vida

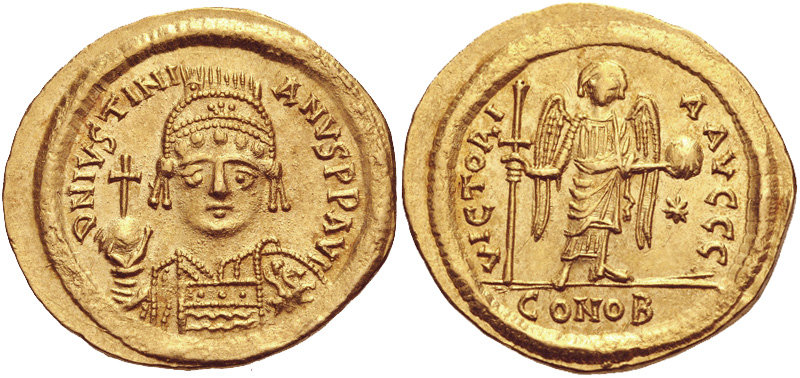
Soldo de Justiniano r.

João era nativo do Egito e sobrinho do cônsul Eudemão. Em 542, foi nomeado duque e augustal de Alexandria em sucessão de Libério. Sua nomeação foi questionada, em nome de Libério, pelo futuro papa Pelágio I e o imperador cancelou-a. Apesar disso, Eudemão interveio em seu nome e Justiniano decidiu confirmá-la. Ao chegar em Alexandria, atritos eclodiram na capital provincial. João estava em posse de carta imperial que lhe garantia a posição, mas Libério recusou-se a deixar o posto. Se seguiu um conflito armado entre os partidários dos oficiais e muitos pereceram, inclusive João.